# Alegeri generale legislative în Regatul Unit, 2017
Alegerile generale legislative în Regatul Unit din 2017 au avut loc joi, 8 iunie 2017, fiind convocate de mai puțin de două luni de premierul Theresa May pe 18 aprilie 2017, după ce a fost discutată în cabinet. Fiecare dintre cele 650 de circumscripții electorale alege un membru al Parlamentului (MP) în Camera Comunelor. Partidul Conservator de guvernare a rămas cel mai mare partid unic din Camera Comunelor, dar și-a pierdut majoritatea, rezultând în formarea unui guvern minoritar, cu un acord de încredere și aprovizionare cu Partidul Democrat Unionist (DUP) din Irlanda de Nord.
Partidul Conservator, care guvernase ca un partener de coaliție senior din 2010 și ca guvern majoritar unic din 2015, apăra o majoritate de lucru de 17 locuri împotriva Partidului Laburist, opoziția oficială condusă de Jeremy Corbyn. Conform Legii parlamentelor pe termen determinat, 2011, alegerile nu se făcuseră până în mai 2020, dar o convocare a prim-ministrului Theresa May pentru o alegere anticipată a fost ratificată prin votul necesar de două treimi într-un vot de 522-13 în Camera Comunelor la 19 aprilie 2017. May a spus că speră să obțină o majoritate mai mare pentru a „întări mâna” în viitoarele negocieri pentru Brexit.
Sondajele de opinie au arătat constant avantaje puternice pentru conservatori asupra forței de muncă. Dintr-un avans de 21 de puncte, conducerea conservatorilor a început să scadă în ultimele săptămâni ale campaniei. Într-un rezultat surprinzător, Partidul Conservator a înregistrat o pierdere netă de 13 locuri, în ciuda câștigării a 42,4% din voturi (cea mai mare pondere a voturilor din 1983), în timp ce Labour a obținut un câștig net de 30 de locuri cu 40,0% (cea mai mare cotă de vot) din 2001 și prima dată când partidul a câștigat locuri din 1997). Acesta a fost cel mai apropiat rezultat dintre cele două partide majore din februarie 1974 și cea mai mare pondere a lor de voturi combinate din 1970. Partidul Național Scoțian (SNP) și liberalii democrați, al treilea și al patrulea partid, au pierdut cota de vot. Acoperirea mass-media a caracterizat rezultatul ca o revenire la politica în două părți.
Pozițiile de negociere în urma invocării de către Marea Britanie a articolului 50 din Tratatul privind Uniunea Europeană în martie 2017 pentru a părăsi Uniunea Europeană au fost de așteptat să includă în campanie în mod semnificativ, dar nu. Campania a fost întreruptă de două atacuri teroriste majore: Manchester și London Bridge; astfel securitatea națională a devenit o problemă proeminentă în săptămânile sale finale.

## Sistemul electoral
Fiecare circumscripție parlamentară a Regatului Unit alege un parlamentar la Camera Comunelor, folosind sistemul „First-past-the-post”. Dacă un partid obține o majoritate de locuri, atunci acel partid are dreptul de a forma Guvernul, cu liderul său ca prim-ministru. Dacă alegerile au ca rezultat faptul că niciun partid nu are majoritate, există un parlament agățat. În acest caz, opțiunile pentru formarea Guvernului sunt fie un guvern minoritar, fie o coaliție.

### Registru Voturi
- UK Government – Register to vote
- Electoral Commission – Your Vote Matters Arhivat în 11 septembrie 2019, la Wayback Machine.

- Forward, Together: Our Plan for a Stronger Britain and a More Prosperous Future, Conservative Party
- For the Many, Not the Few, Labour Party
- Stronger for Scotland, SNP
- Change Britain's Future, Liberal Democrats
- Standing Strong for Northern Ireland, DUP
- Standing Up for Equality, Rights, Irish Unity, Sinn Féin Arhivat în 11 noiembrie 2020, la Wayback Machine.
- Tarian Cymru (Defending Wales): 2017 Action Plan, Plaid Cymru Arhivat în 18 iunie 2017, la Wayback Machine.
- Taking Our Seats, Taking a Stand, SDLP Arhivat în 5 iunie 2017, la Wayback Machine.
- For a Stronger, Better Union, UUP Arhivat în 26 decembrie 2018, la Wayback Machine.
- Britain Together, UKIP
- The Green Party for a Confident and Caring Britain, Green Party